# La maja desnuda (sellos)
La maja desnuda es el nombre filatélico de tres sellos postales de España de 1930, que muestran al cuadro homónimo (1800) de Francisco de Goya (1746-1828). Forman parte de una serie que conmemora la Exposición Iberoamericana de Sevilla (1929-1930), celebrada un año después del centenario de la muerte del pintor español, y están considerados como los primeros sellos postales del mundo que mostraron un desnudo de una mujer común, con vello púbico, no de una figura mitológica idealizada.

## Descripción
La serie completa consta de treinta y dos sellos. Catorce de ellos, con valores faciales que van desde un céntimo a cinco pesetas (Edifil 499-512) y presentan un diseño en distintos colores de un retrato titulado El pintor Francisco de Goya (1826), del pintor valenciano Vicente López Portaña.
La serie también incluye trece sellos de correo aéreo sobre algunos grabados de las series Los caprichos y Los disparates de Goya (Edifil 517-529), así como otros dos sellos con la palabra «URGENTE» sobreimpresa: sello ordinario (Edifil 516) y sello de correo aéreo (Edifil 530), ambos con un valor nominal de veinte céntimos.
Las tres denominaciones restantes son las de mayor valor, de color violeta (1 peseta), pizarra (4 pesetas) y castaño (10 pesetas) (Edifil 513-515), grabados por José Luis López Sánchez-Toda, y que reproducen una de las pinturas más famosas y controvertidas del artista: La maja desnuda. El tamaño de estos tres sellos es de 47 × 34 mm, —la serie de los retratos de Goya tiene un tamaño de 25 × 34 mm— el papel es blanco y carece de marcas de agua; tienen un dentado de 12½ (número de perforaciones cada dos cm). Las técnicas de impresión utilizadas son litografía (Edifil 499-504) y calcografía (Edifil 505-516).

## Emisión

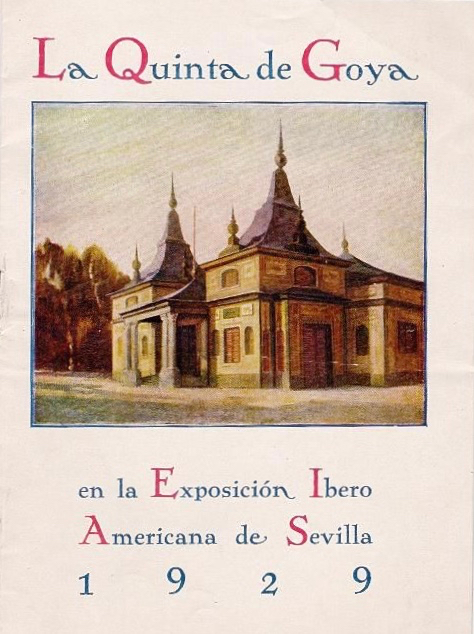
Portada del catálogo del pabellón de la Quinta de Goya en la Exposición Iberoamericana de Sevilla (1929).

Los sellos se emitieron para conmemorar el cierre de la Exposición Iberoamericana de Sevilla (9 de mayo de 1929-21 de junio de 1930) y el centenario del fallecimiento de Francisco de Goya. Esto último se menciona en la mayoría de catálogos de sellos, a pesar de que el aniversario fue dos años antes, en 1928, y las fechas exactas tampoco coinciden: el artista murió un 16 de abril y la colección se emitió un 15 de junio.
Los sellos de La maja desnuda se encargaron en Londres a la imprenta Waterlow & Sons de forma privada, pero Correos, el servicio postal estatal de España, legitimó posteriormente esta emisión a cambio de una parte testimonial para destinarla a su circulación. Fueron emitidos con la intención de recuperar los elevados costes de la reconstrucción de la Quinta de Goya, un pabellón dedicado a la exhibición de las obras del pintor español, donde se expusieron algunas de sus obras y grabados.
La serie tenía un valor nominal deliberadamente inflado en comparación con las tarifas postales habituales de la época. Los sellos se pusieron a la venta el 15 de junio de 1930 y podían matarse con cuatro tipos distintos de matasellos. Solo fue posible emplearlos como pago de servicios postales durante tres días, hasta el 17 de junio, de ahí la dificultad de encontrarlos matasellados. Además, la mayoría de sellos en este estado son falsificaciones posteriores, e incluso algunas contienen una errata («CUINTA GOYA» en vez de «QUINTA GOYA»).
El número de sellos puestos en circulación esos tres días varía según las fuentes. Según un periódico de Nueva York, The Brooklyn Daily Eagle, del 1 de agosto de 1930, se vendieron un total de 29 000 sellos de la primera emisión de La maja desnuda de las tres denominaciones. Según fuentes actuales, se pusieron en circulación un total de 9800 sellos de 10 pesetas y 231 000 sellos de las dos denominaciones restantes.

## Contexto
Tras haber perdido el encanto de su «Siglo de Oro», así como la prosperidad económica, liderazgo mundial y la mayoría de sus posesiones coloniales, la España de los siglos XVIII y XIX se encontraba en declive crónico. La preponderancia política y cultural de Francia, que afectaba sobre todo a la élite española, no causaba más que aversión y el deseo de una liberación nacional en la sociedad, al mismo tiempo que exacerbaba la búsqueda de su identidad nacional como vía de escape de esta crisis.
Los majos y su contraparte femenina, las majas, eran los representantes del lumpemproletariado del suburbio urbano proveniente de las provincias españolas, y jugaban un rol catalítico en el debate público al transformar su bajo estatus en una manera de expresar su libertad y rechazo a los afrancesados. Tanto los majos como las majas portaban puñales en su cinto, vestían de manera provocativa y afectada, y se comportaban de manera arrogante y chulesca. Asimismo, eran conocidos por su libertad de formas y abandono de los usos antiguos, y en ocasiones vivían del pillaje y saqueo.
Fuertes connotaciones nacionalistas transformaron la imagen que se tenía de la maja, que realmente era una prostituta, en un culto hacia la mujer española apasionada y libre. La nobleza reinterpretó algunas prendas de vestir de los barrios pobres incorporándolas a parte de la indumentaria del traje español, como una vía de escape del aburrimiento de las formalidades y la vida rutinaria de la corte. La encarnación de esta tendencia, llamada majismo, se convirtió en un tema favorito de Francisco de Goya; y su pintura La maja desnuda supone la obra culmen en este sentido. El artista, sin embargo, pintó su trabajo para una audiencia muy pequeña de la élite y casi no podría imaginar que su Maja, en menos de un siglo y medio, estaría disponible para el público en general, en cientos de miles de copias.

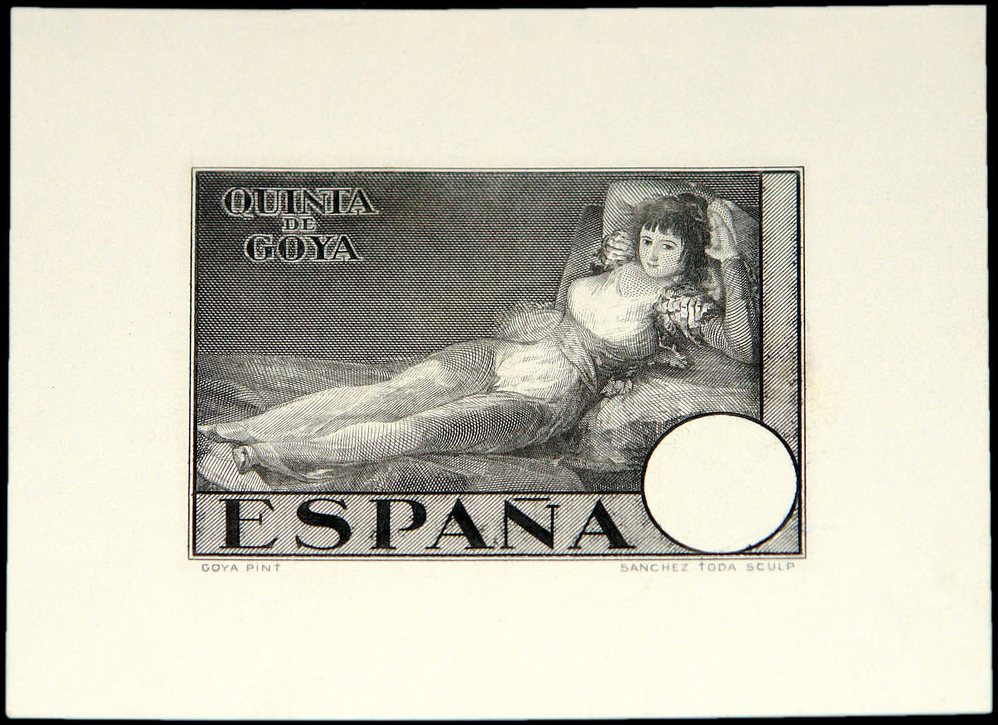
Una prueba filatélica de La maja vestida que no llegó a circular.

Durante las décadas de 1920 y 1930, España estaba una vez más en una encrucijada debido a su dolorosa derrota en la Guerra hispano-estadounidense de 1898, una crisis económica cada vez mayor, y olas del separatismo y la discusión intelectual generalizada acerca de la «identidad nacional de España». Esta búsqueda dio como resultado una división nacional profunda y, más tarde, causó una sangrienta guerra civil. Los intelectuales de la generación del 98 necesitaban símbolos fuertes y chocantes como medios para una atrevida encarnación de la idea nacional, y el majismo les vino como anillo al dedo. Los sellos de La maja desnuda representan esta idea de manera subliminal, pero obvia para la sociedad española.
En su libro El arte de grabar el sello, publicado en 1969, el grabador de la serie, José Luis López Sánchez-Toda, realizó una prueba filatélica preparada para la emisión que representaba La maja vestida, en caso de que Correos se negara a aprobar la opción más picante. Aprobar La maja vestida habría supuesto preservar todo el simbolismo de la emisión, aunque dicha elección no habría generado tanto escándalo. Sin embargo, Correos apostó por la versión desnuda.
Los sellos postales constituyen oficialmente una «tarjeta de presentación» del país emisor, al ser uno de sus símbolos mediáticos oficiales; es por ello que los motivos sexuales en su diseño suelen ser infrecuentes, —y esto es particularmente cierto durante la primera mitad del siglo XX—. No obstante, la representación de carne desnuda —tanto femenina como masculina— en sellos postales no era, estrictamente hablando, algo novedoso, como puede verse en los siguientes sellos:
Era frecuente el empleo de imágenes de estatuas antiguas o sus imitaciones en el diseño tanto de sellos postales y algunos timbres fiscales, vales, cheques, papel moneda, y títulos-valores. Por ejemplo, los títulos emitidos por el Estado o por empresas empleaban complicaciones en sus diseños sin descuidar por ello la estética a modo de elementos de seguridad contra la falsificación. Asimismo, a menudo es posible encontrar mujeres africanas con los senos al descubierto en los sellos de las colonias africanas. No obstante, La maja desnuda constituye el primer caso de un desnudo integral de una mujer común —no una deidad o representación mitológica— con vello púbico, iniciando un nuevo tema de coleccionismo filatélico: los desnudos.

## Respuestas
La aparición de los sellos sobre La maja desnuda causó un gran escándalo en la España católica y conservadora de 1930. Los puristas protestaron enérgicamente de forma pública por lo que consideraban contrario a la moral y el orden público. Según dicho colectivo, dichos sellos corromperían a los niños inocentes que coleccionaban sellos. En aquel entonces era fácil encontrar los chocantes sellos expuestos en los escaparates de las filatelias.
Los republicanos se sirvieron de estos sellos como propaganda política afirmando que la imagen simbolizaba una manera disoluta de vida, propia de la decadente aristocracia y de los monárquicos con el fin de acelerar el cambio en el sistema de clases: en abril de 1931, esto es, menos de un año más tarde, el rey de España Alfonso XIII huyó y fue depuesto, se proclamó la República y la nobleza perdió todos sus privilegios.
Mientras tanto, el escándalo de los sellos traspasaba las fronteras españolas. La Unión Postal Universal empezó a recibir protestas (y algunas de ellas a nivel nacional, lo que podía conllevar una guerra postal), pero estas reclamaciones no fueron atendidas. La revista Time, una de las más importantes de Estados Unidos de la época, escribió acerca del surgimiento de una ola de indignación mundial debido a la emisión de estos sellos. Sin velar sus intenciones, la editorial explicaba:

¡Un cuadro indecente ya es suficiente mal, pero un sello, cuyo reverso debe ser lamido! [...] Millones de niños inocentes coleccionan sellos.

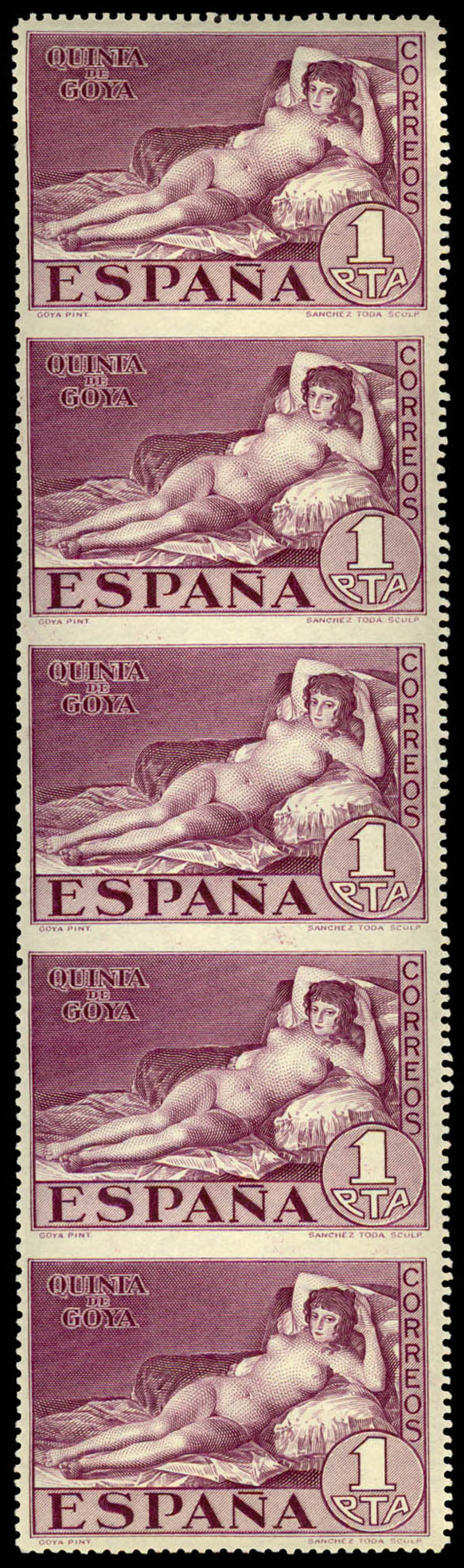
Una tira de cinco sellos seguidos sin perforar.

En 1952, la policía de Ostende (Bélgica) confiscó sellos de La maja desnuda del escaparate de una tienda de filatelia por considerarlos «inmorales». A Frank Sullivan, reconocido humorista estadounidense y columnista del The New Yorker, le encantaba pegar estos sellos en las cartas que escribía a sus amigos. Inicialmente, las autoridades postales de varias ciudades estadounidenses trataron los escandalosos sellos de forma distinta: así, en Boston en julio de 1930 se mutilaron los sellos al pasar por el servicio postal, mientras que al mismo tiempo en Washington D. C., según la prensa, «no tenían nada que ver con los diseños de los sellos de terceros países». Hacia finales de 1930, sin embargo, el Servicio Postal de los Estados Unidos prohibió oficialmente todas aquellas cartas franqueadas con las «Majas» que llegaban al país. Este tipo de cartas se separaron y al parecer fueron devueltas a los remitentes. Sin embargo, según Quesada, autor de una monografía sobre la materia, no se conoce ninguna carta que fuera devuelta al remitente.
Las autoridades de dicho país hicieron reclamos específicos en 1958-1959, con el estreno de la película La maja desnuda de Henry Koster, coproducida por Estados Unidos, Italia y Francia. Con fines publicitarios, United Artists Corp. intentó distribuir por correo 2268 postales para anunciar la película que mostraban una reproducción de la pintura de Goya La maja desnuda, pero fue bloqueada por el Servicio Postal estadounidense, que sostenía que violaba las Secciones 1461 y 1463 del Título 18 del Código de los Estados Unidos, que prohibía el franqueo de material «obsceno, lascivo o indecente».
La compañía cinematográfica apeló la decisión arguyendo que las postales simplemente reproducían una pintura que se mostraba públicamente en el Museo del Prado de Madrid, pero esta fue rechazada. En la vista oral, el tribunal decretó que la presencia del cuadro de La maja desnuda en el museo no era un delito, pero la distribución masiva de dichas imágenes fomentan «el lenocinio y un interés lascivo en el hombre medio». Dicha norma ya no está en vigor en los Estados Unidos desde 1996.
En 2000, la emisión postal se inmortalizó en la novela Hit List, de Lawrence Block, en la que el personaje principal, Keller, describía en detalle sus sentimientos de coleccionista adolescente al respecto. En la literatura filatélica la emisión de La maja desnuda de 1930 es considerada «probablemente, el sello más famoso de la historia con connotaciones sexuales».

## Emisiones posteriores
En 1958, los sellos españoles de La maja desnuda se reprodujeron en los Estados Unidos en un sello que formaba parte de una serie de diez sellos sobre las pinturas más famosas de Goya emitidos para el Día del Sello. En 1996 en Estados Unidos se realizó otra emisión: un bloque no dentado (perforado) de cuatro sellos con cuatro facsímiles del sello de cuatro de 1930, aunque en distintos colores. No obstante, ambas emisiones fueron iniciativas privadas a instancias de clubes locales de filatelia.
Además, Waterlow & Sons de Londres reimprimieron en varias ocasiones todos los valores de la serie «desnuda» mediante las placas originales, inundando el mercado con emisiones que superaban en diez veces la emisión original, entre 1932 y 1969. Estas copias no pueden diferenciarse de los sellos originales, aunque siguen siendo de interés para los coleccionistas.
Todos los sellos de la serie existen en su versión sin perforar, como pareja y como sellos se-tenant sin perforaciones entre sus elementos, pero con perforado alrededor. Algunos existen en colores cambiados (en su mayoría rojo y azul) como parte de una edición limitada. Se sabe que solo se emitieron tres versiones imperforadas con un precio seis veces superior a la versión dentada en 1930. Como resultado de lo dicho, una valoración de tres sellos de La maja desnuda en 2011 por la revista Stamp News los situaba en 20-30 dólares. A finales de 2015, la serie completa (Edifil 499-532) podía adquirirse en el mercado por unos 50 dólares. Si añadimos rarezas como emisiones sin dentado, la sobreimpresión «muestra» y la habilitación C.U.P.P (siglas de Congreso de la Unión Postal Panamericana), el valor de mercado aumenta hasta el rango 350-700 dólares en una casa de subastas especializada en filatelia.
A lo largo de las últimas décadas, el cuadro de La maja desnuda de Goya se ha reproducido en repetidas ocasiones por otros países en sus emisiones postales, incluyendo países en los que la religión tiene un peso importante en la sociedad, tales como Paraguay (1969), Emiratos Árabes Unidos (1969), Guinea Ecuatorial (1991), Bulgaria (1996) y Albania (1996).